# Pambamarca
Le Pambamarca est un volcan éteint situé dans la cordillère Orientale des Andes équatoriennes, dans la province de Pichincha, à une trentaine de kilomètres au nord-est de Quito. Il culmine à 4 063 m.
Le site est surtout connu pour son complexe d'une quinzaine de fortifications précolombiennes (pucarás) situées à son sommet et sur ses versants, la plus célèbre étant le Pucará de Quitoloma (es).